# Florence Ashley
Florence Ashley é ativista canadense e trabalha como docente de Direito na instituição acadêmica da Universidade de Alberta, no Canadá. Especialista em direito trans e bioética, possui inúmeras publicações acadêmicas, incluindo um livro sobre a lei e a política de proibição de práticas de conversão de transgêneros. Florence foi a primeira pessoa com identidade de gênero neutro na Suprema Corte do Canadá. Posteriormente, conquistou o prêmio SOGIC Hero Award da Canadian Bar Association.

## Primeiros anos e educação
Ashley se assumiu trans e fez a transição de gênero em 2015. Sendo assim, é utilizado o They singular em terceira pessoa do inglês como pronome de tratamento neutro.
Ashley estudou na Universidade McGill em Montreal, Canadá, onde se graduou como Bacharelato em Direito Civil e o Juris Doctor em 2017, além do Mestrado em Direito em bioética em 2019. Posteriormente, obteve o título de Doctor of Juridical Science pela Faculdade de Direito da Universidade de Toronto em 2023, onde também foi Junior Fellow do Massey College.

## Carreira
Em 2019, Ashley se tornou a primeira pessoa na Suprema Corte do Canadá com identidade de gênero neutro, onde serviu no Poder Judiciário ao lado de Sheilah Martin. No mesmo ano, a Ordem dos Advogados do Canadá concedeu o prêmio SOGIC Hero Award paraa Ashley. Em 2023, retornou à Faculdade de Direito da Universidade de Alberta para trabalhar como docente.
O trabalho de Ashley foi citado nos Padrões de Cuidados para a Saúde de Pessoas Transgênero e de Gênero Diversificado, Versão 8, da Associação Profissional Mundial para a Saúde Transgênero.
Em 2022, Ashley publicou o livro Banning transgender conversion practices: a legal and policy analysis. O livro trata sobre terapia de reorientação sexual para pessoas transgêneros e estuda como estas pessoas podem ser legalmente proibidas e qual impacto essa proibição teria nos países que decidirem implementar essas leis. Ashley acredita que a terapia de reorientação precisa desaparecer e que uma proibição formal melhora a situação sem resolver totalmente o problema. É mencionado o Centro de Dependência e Saúde Mental de Toronto como um exemplo de práticas tão ruins que serviram de precedente para a proibição da terapia de reorientação na província de Ontário.
Ashley cunhou o termo "modalidade de género", que é cada vez mais citado e aplicado na literatura sobre saúde trans e educação, e pelos governos e tribunais.
Em 2023, Ashley foi um dos 21 membros nomeados para o grupo de desenvolvimento de diretrizes da Organização Mundial da Saúde sobre a saúde de pessoas trans e de gênero diverso, mas em 15 de janeiro de 2024, não esteve mais na lista de membros do grupo devido a um conflito de agenda.

## Obras publicadas

### Livros
- Ashley, Florence (2022). Banning transgender conversion practices: a legal and policy analysis. Col: Law and Society (em inglês). [S.l.]: UBC Press. ISBN 978-0-7748-6692-7. OCLC 1276933161. OL 35589970M. doi:10.59962/9780774866941
- Ashley, Florence (2024). Gender/Fucking: the Pleasures and Politics of Living in a Gendered Body (em inglês). [S.l.]: CLASH Books. ISBN 978-1-955904-93-3. OCLC 1376495878

### Artigos acadêmicos
- Ashley, Florence; Brightly-Brown, Shari; Rider, G. Nic (13 de junho de 2024). «Beyond the trans/cis binary: introducing new terms will enrich gender research». Nature (em inglês). 630 (8016): 293–295. Bibcode:2024Natur.630..293A. doi:10.1038/d41586-024-01719-9
- Ashley, Florence (1 de julho de 2023). «What Is It like to Have a Gender Identity?». Mind (em inglês). 132 (528): 1053–1073. ISSN 0026-4423. doi:10.1093/mind/fzac071
- Ashley, Florence; Parsa, Neeki; kus, t; MacKinnon, K. R. (2023). «Do gender assessments prevent regret in transgender healthcare? A narrative review». Psychology of Sexual Orientation and Gender Diversity (Advance online publication) (em inglês). doi:10.1037/sgd0000672
- Ashley, Florence (7 de fevereiro de 2022). «Youth should decide: the principle of subsidiarity in paediatric transgender healthcare». Journal of Medical Ethics (em inglês). 49 (2): 110–114. ISSN 0306-6800. PMID 35131805. doi:10.1136/medethics-2021-107820
- Salway, Travis; Ashley, Florence (10 de janeiro de 2022). «Ridding Canadian medicine of conversion therapy». Canadian Medical Association Journal (em inglês). 194 (1): E17–E18. ISSN 0820-3946. PMC 8800469. PMID 35012950. doi:10.1503/cmaj.211709
- Ashley, Florence (20 de dezembro de 2021). «The Constitutive In/visibility of the Trans Legal Subject: A Case Study». UCLA Women's Law Journal (em inglês). 28 (1). ISSN 1943-1708. doi:10.5070/L328155794
- Ashley, Florence (2021). «The Misuse of Gender Dysphoria: Toward Greater Conceptual Clarity in Transgender Health». Perspectives on Psychological Science (em inglês). 16 (6): 1159–1164. ISSN 1745-6916. PMID 31747342. doi:10.1177/1745691619872987
- MacKinnon, K.R.; Ashley, Florence; Kia, H.; Lam, J.S.H.; Krakowsky, Y.; Ross, L.E. (2021). «Preventing transition "regret": An institutional ethnography of gender-affirming medical care assessment practices in Canada». Social Science & Medicine (em inglês). 291. 114477 páginas. doi:10.1016/j.socscimed.2021.114477
- Ashley, Florence (2022). «The clinical irrelevance of "desistance" research for transgender and gender creative youth.». Psychology of Sexual Orientation and Gender Diversity (em inglês). 9 (4): 387–397. ISSN 2329-0390. doi:10.1037/sgd0000504

### Ensaio
- 'Trans' is my gender modality: a modest terminological proposal, Trans Bodies, Trans Selves, 2ª ed. (em inglês). Laura Erickson-Schroth (ed.), Oxford University Press (2022)